# Крауч-Энд
Крауч-Энд (англ. Crouch End) — район в северной части Лондона, в боро Харинги. По переписи 2011 года в районе проживает 12 395 человек. Среди них 41% британцев. 38% жителей района - христиане, 4% иудеи, 3% мусульман. Расположен в 8,2 километрах от Лондонского Сити.
Писатель Стивен  Кинг назвал один из своих рассказов в честь этого района.